# Comuna Secu, Dolj
Secu este o comună în județul Dolj, Oltenia, România, formată din satele Comănicea, Secu (reședința), Smadovicioara de Secu și Șumandra.

## Demografie
Componența etnică a comunei Secu
     Români (95,77%)
     Alte etnii (0%)
     Necunoscută (4,23%)
Componența confesională a comunei Secu
     Ortodocși (93,47%)
     Alte religii (1,15%)
     Necunoscută (5,38%)
Conform recensământului efectuat în 2021, populația comunei Secu se ridică la 1.041 de locuitori, în scădere față de recensământul anterior din 2011, când fuseseră înregistrați 1.140 de locuitori. Majoritatea locuitorilor sunt români (95,77%), iar pentru 4,23% nu se cunoaște apartenența etnică. Din punct de vedere confesional, majoritatea locuitorilor sunt ortodocși (93,47%), iar pentru 5,38% nu se cunoaște apartenența confesională.

## Politică și administrație
Comuna Secu este administrată de un primar și un consiliu local compus din 9 consilieri. Primarul, Victor-Marian Dan[*], de la Partidul Social Democrat, este în funcție din 2016. Începând cu alegerile locale din 2024, consiliul local are următoarea componență pe partide politice:
|  | Partid                    | Consilieri | Componența Consiliului | Componența Consiliului | Componența Consiliului | Componența Consiliului | Componența Consiliului | Componența Consiliului | Componența Consiliului |
|  | ------------------------- | ---------- | ---------------------- | ---------------------- | ---------------------- | ---------------------- | ---------------------- | ---------------------- | ---------------------- |
|  | Partidul Social Democrat  | 7          |                        |                        |                        |                        |                        |                        |                        |
|  | Partidul Național Liberal | 2          |                        |                        |                        |                        |                        |                        |                        |